# Dekanat dołgoprudnieński
Dekanat dołgoprudnieński – jeden z 48 dekanatów eparchii moskiewskiej obwodowej 

Rosyjskiego Kościoła Prawosławnego. Obejmuje cerkwie położone w części rejonu chimkowskiego 

obwodu moskiewskiego. Funkcjonuje w nim siedem cerkwi parafialnych miejskich, cerkiew parafialna wiejska, sześć cerkwi filialnych i kaplica.
Funkcję dziekana pełni protojerej Andriej Chmyzow.

## Cerkwie w dekanacie[1]
- Cerkiew Ikony Matki Bożej „Poszukiwanie Zaginionych” w Dołgoprudnym
- Cerkiew Obrazu Zbawiciela Nie Ludzką Ręką Uczynionego w Dołgoprudnym

Cerkiew św. Serafina Wyrickiego w Dołgoprudnym
- Cerkiew św. Jerzego w Dołgoprudnym

Cerkiew Trójcy Świętej w Dołgoprudnym
Cerkiew Kazańskiej Ikony Matki Bożej w Dołgoprudnym
- Cerkiew św. Sergiusza z Radoneża w Dołgoprudnym
- Cerkiew Opieki Matki Bożej w Dołgoprudnym
- Cerkiew Opieki Matki Bożej w Dołgoprudnym (mikrorejon)
- Cerkiew Przemienienia Pańskiego w Dołgoprudnym

Cerkiew Ikony Matki Bożej „Wspomagająca Chlebem” w Dołgoprudnym
- Cerkiew Obrazu Zbawiciela Nie Ludzką Ręką Uczynionego w Pawielcewie

Cerkiew św. Mikołaja w Pawielcewie
Cerkiew Narodzenia Pańskiego w Pawielcewie
Kaplica Nowomęczenników i Wyznawców Rosyjskich w Pawielcewie